# Ranakpur

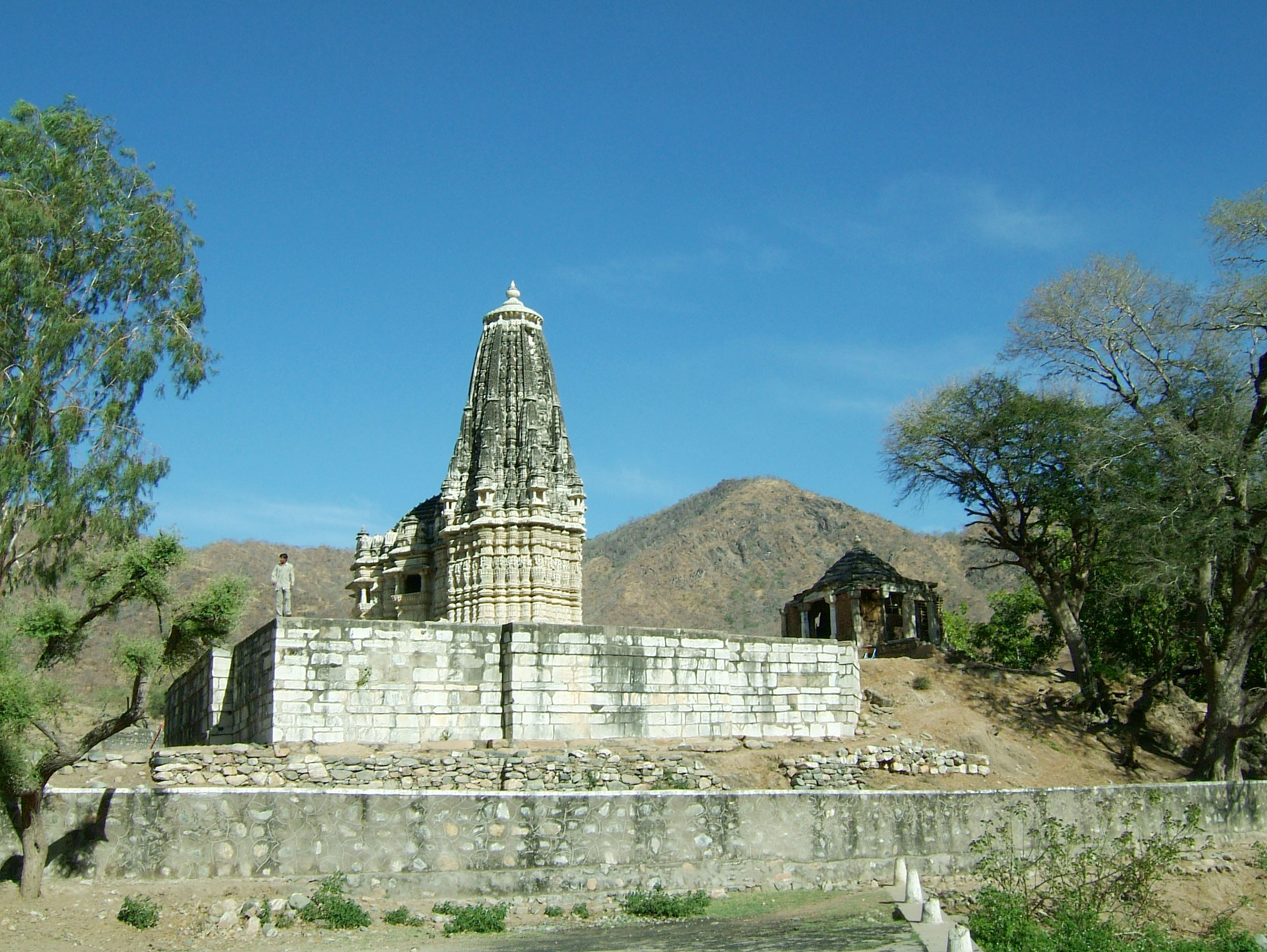
Imagen del templo solar que se encuentra a 300 del templo de mármol, el principal del conjunto.

Ranakpur (en hindi राणकपुर) es una pequeña localidad y un conjunto de templos cerca de la ciudad de Sadri en el Distrito de Pali del Rajastán, al oeste de la India. Se encuentra entre las ciudades de Jodhpur y Udaipur. 
Esta localidad es conocida principalmente por el templo jaina de mármol, considerado como uno de los templos más espectaculares de esta religión.
Hay también en la zona un pequeño templo solar dedicado al dios Suria que gestiona la familia real de Udaipur y que fue construido en el siglo XII aunque después sería destruido y reconstruido en el siglo XV.

## Templo jaina
El templo jaina de Ranakpur está dedicado a Rishabha o Adinatha, uno de los 24 tirthankaras del jainismo.

### Historia

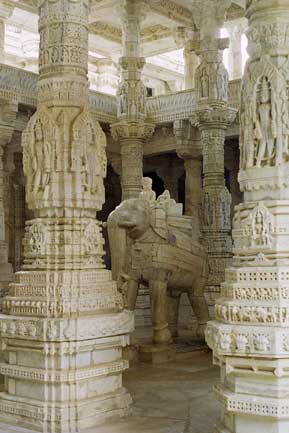
Escultura en el interior del templo de mármol

La construcción de este templo está bien documentada en un plato de cobre del año 1437, así como por las inscripciones del templo y un texto Soma-Saubhagya Kavya en sánscrito. Un Porward, miembro de la comunidad jaina del Rajastán, comenzó la construcción del templo inspirado por un sueño en el que aparecía un vehículo celestial. Para está construcción fue apoyado por el que era en aquel momento gobernante del reino de Mewar, Rana Kumbha. Existe también constancia del nombre del arquitecto que supervisó la obra, Deepaka. 
Una inscripción en una columna cerca del santuario principal indica que en 1439 Deepaka, un arquitecto, construyó el templo bajo las órdenes de Dharanka, un devoto jaina.
Cuando la construcción del suelo estuvo completada se realizaron varias ceremonias que se describen en el Soma-Saubhagya Kavya. La construcción continuó hasta el año 1458.
El templo se renovó periódicamente. Algunas familias patrocinaron la construcción de  devakulikas, pequeños santuarios jainas y mandapas, estructuras cubiertas sobre pilares, confeccionando así el conjunto de templos.
El templo principal ha sido gestionado por el Anandji Kalyanji Trust, dedicado a la gestión de Tirthas o lugares de peregrinación.